# Sébastien Izambard
Sébastien Izambard (født 7. marts 1973 i Paris) er en fransk sanger, pladeproducer, komponist, sanger og selvlært kunstner, medlem af gruppen af crossover klassisk musik Il Divo. Hans vokale rækkevidde er klassificeret som vox populi, men har en phonic tenor tessitura.
I 2000 udgav han sin første og eneste soloalbum med titlen "Libre", nåede nummer et i rækkefølgen af salget i Frankrig, Canada og Belgien. Som medlem af Il Divo har solgt over 26 millioner eksemplarer på verdensplan diske . Parallelt til gruppen , er Izambard stadig skrive og komponere sange til andre popkunstnere .
Aktivt medlem af den franske organisation SMTA Assistance Médicale Toit du Monde og global ambassadør for Children Foundation Sanfilippo.